# Vịt ca-rô xứ Wales

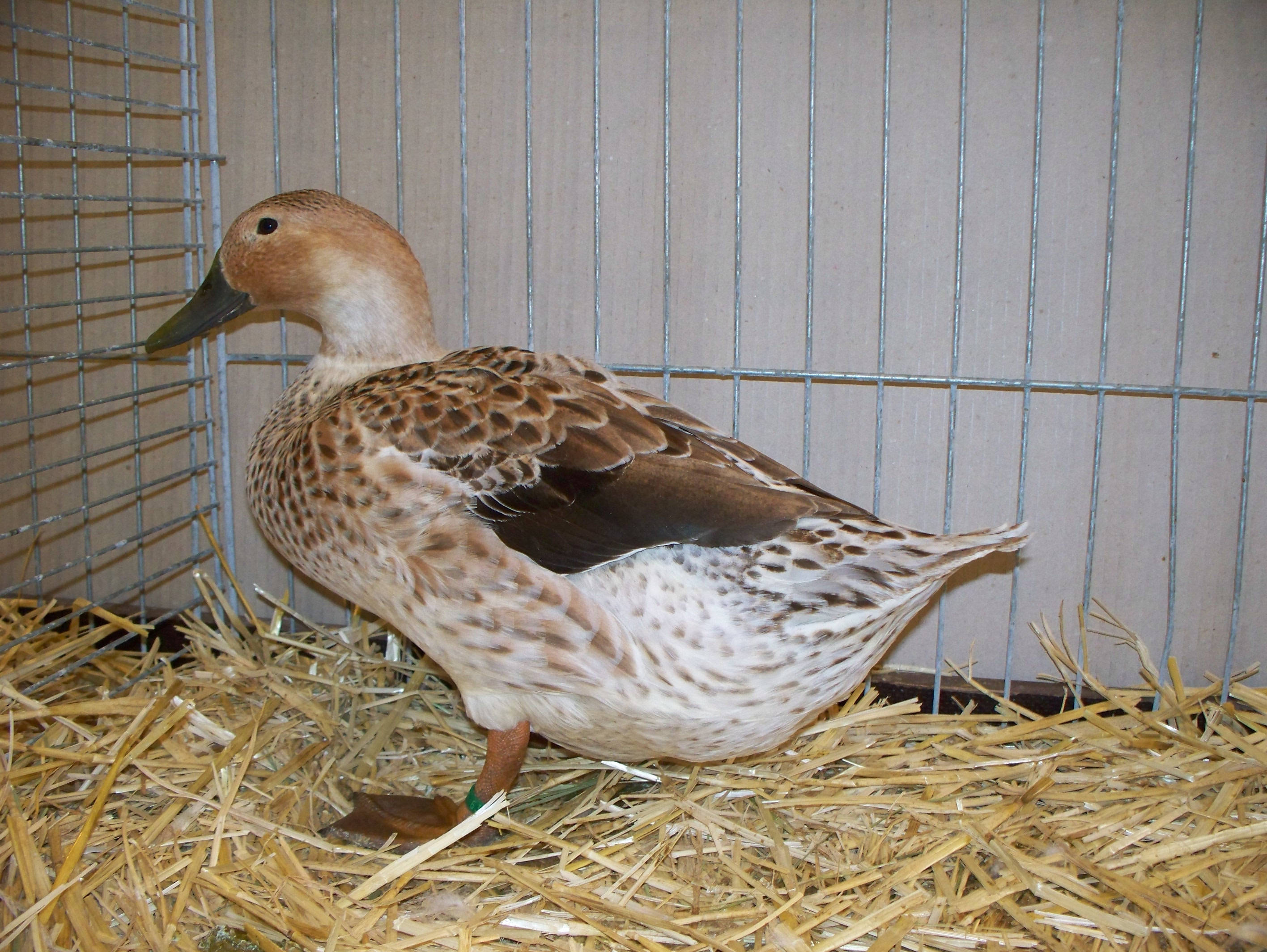
Vịt Welsh-Harlekin

Vịt ca-rô xứ Wales (Welsh Harlequin) là một giống vịt nhà có nguồn gốc ở xứ Wales. Vào năm 1949, tại Criccieth, Hội trưởng Leslie Bonnet đã phát hiện ra một đột biến màu sắc trong đàn vịt Khaki Campbell của ông ta và bắt đầu chăn nuôi và chọn giống cho đặc điểm riêng có này. Đến năm 1968, những lô trứng nở được xuất khẩu sang Hoa Kỳ, tiếp theo là nhập khẩu lô thủy cầm sống vào năm 1981. Vịt Harlequin xứ Wales được nhận vào Tiêu chuẩn hoàn thiện của Hiệp hội gia cầm Mỹ năm 2001. Giống vịt được coi là cực kỳ nguy cấp ở Bắc Mỹ bởi Hiệp hội Bảo tồn giống vật nuôi Mỹ, chỉ có 188 con vịt được tìm thấy trong cuộc điều tra số lượng vịt vào năm 2000.

## Đặc điểm
Ngày nay, giống vịt Harlequin của xứ Wales là một giống vịt trọng lượng nhẹ ký được biết đến với bộ lông màu ca-rô sống động và khả năng đẻ trứng rất tốt. Qua nhiều năm, màu sắc và hình dạng của giống vịt đã có nhiều thay đổi, cho thấy rằng những giòng máu mới của giống vịt khác đã được du nhập và không ngừng chảy trong huyết quản của nó. Vịt Welle Harlequins là giống nặng 4,5 đến 5,5 pound (2-2,5 kg). Những con vịt mái có một cái mỏ vịt màu đen và chân và bàn chân màu nâu, và bộ lông của chúng là tương tự như một vịt trời nhưng rất nhiều mờ với màu trắng. Chúng cũng thiếu vắng đi các sọc mắt của những con vịt trời cái. Vịt đực cũng tương tự như một con vịt trời Mallard với sắc màng màu vàng/màu xanh lá cây và chân và chân màu da cam. Ngoài ra còn có một biến thể màu được gọi là "vàng", phổ biến ở Anh, thay thế các sắc tố lông màu đen với màu nâu vàng nhạt.
Vịt Harlequins xứ Wales có đặc điểm tự nhiên liên kết giới tính độc đáo. Như tuổi ngày, giới tính có thể được xác định dựa trên màu sắc mỏ với độ chính xác hơn 90%. Vịt đực non sẽ có mỏ tối hơn trong khi vịt mái có màu lợt hơn với một điểm tối ở đầu của cái mỏ. Những con vịt này sản xuất một thân thịt vịt nhiều nạc và đang hoạt động như những con vịt siêng kiếm ăn, mặc dù chúng đôi khi dễ bị tổn thương hơn với động vật ăn thịt như chim săn mồi do màu sắc sáng nắng của nó. Khả năng đẻ trứng được đánh giá cao khi sản xuất được trưng bày bởi một số gà mái cạnh tranh với gà. Giống vịt này dễ bị sinh sản và một cặp có thể dễ dàng tạo ra con non mà không có sự can thiệp của con người. Chúng đã trở thành một con vật cưng sân sau phổ biến trong những năm gần đây do tính nết điềm tĩnh của con vịt và sản lượng trứng cao.